# Pfarrkirche Reichenau an der Rax

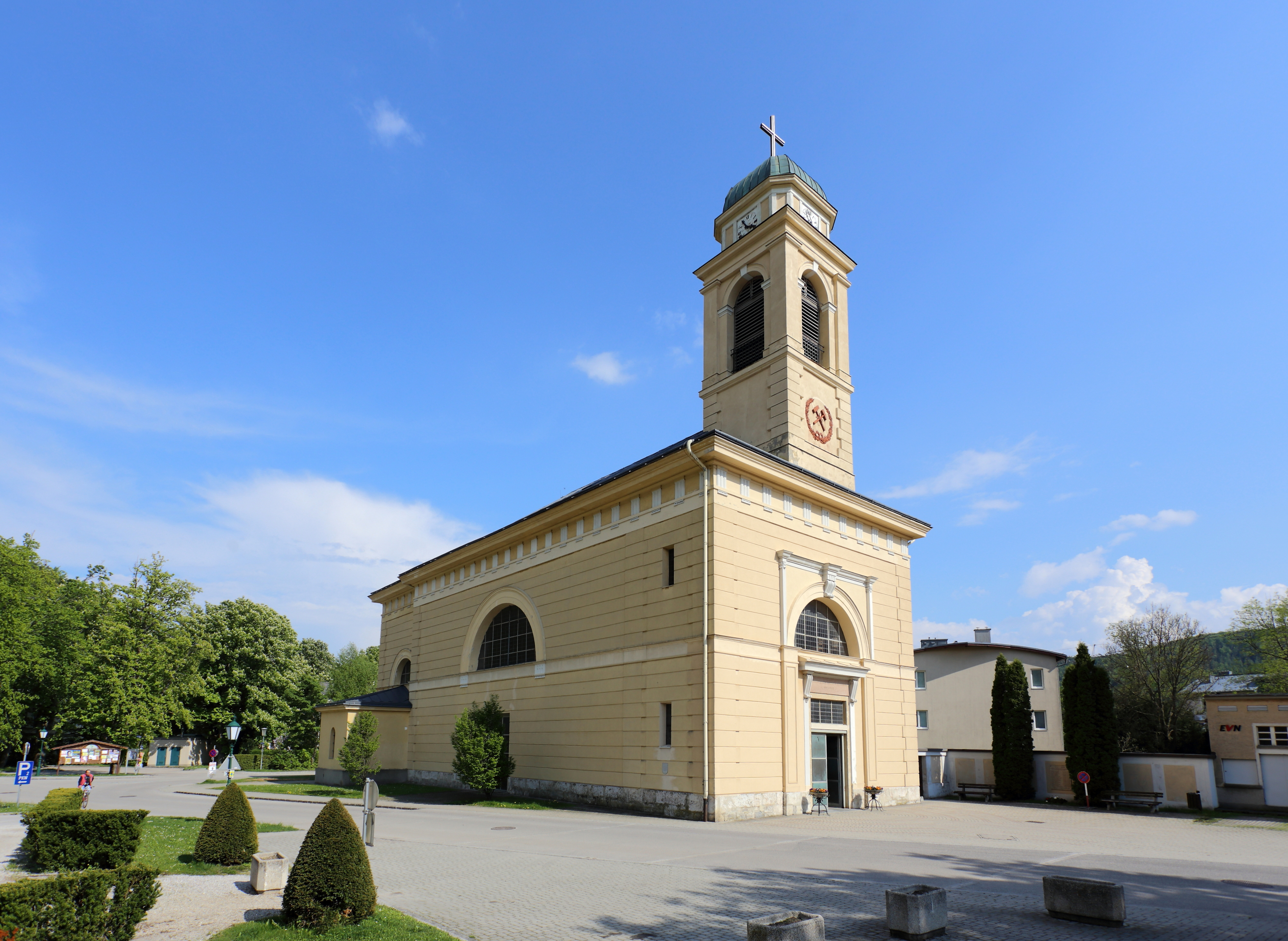
Katholische Pfarrkirche hl. Barbara in Reichenau an der Rax

Die Pfarrkirche Reichenau an der Rax steht frei am Schlossplatz südöstlich vom Schloss Reichenau in der Marktgemeinde Reichenau an der Rax im Bezirk Neunkirchen in Niederösterreich. Die dem Patrozinium hl. Barbara unterstellte römisch-katholische Pfarrkirche gehört zum Dekanat Gloggnitz im Vikariat Unter dem Wienerwald der Erzdiözese Wien. Die Kirche steht unter Denkmalschutz (Listeneintrag).

## Geschichte
Die Kirche wurde von 1843 bis 1846 als Werkskirche für die Bergarbeiter nach einem Entwurf von Wenzel Bartak 1841 überarbeitet von Peter Nobile in der Ausführung von Michael Zeura erbaut. Auftraggeber war die k.k. Innerberger Hauptgewerkschaft Eisenerz. 1970/1971 wurde die Kirche außen und 1995 innen restauriert.
Die Kirche wurde 1846 als Filiale der Pfarrkirche Payerbach geweiht und 1908 zur selbstständigen Pfarrkirche erhoben.

## Architektur

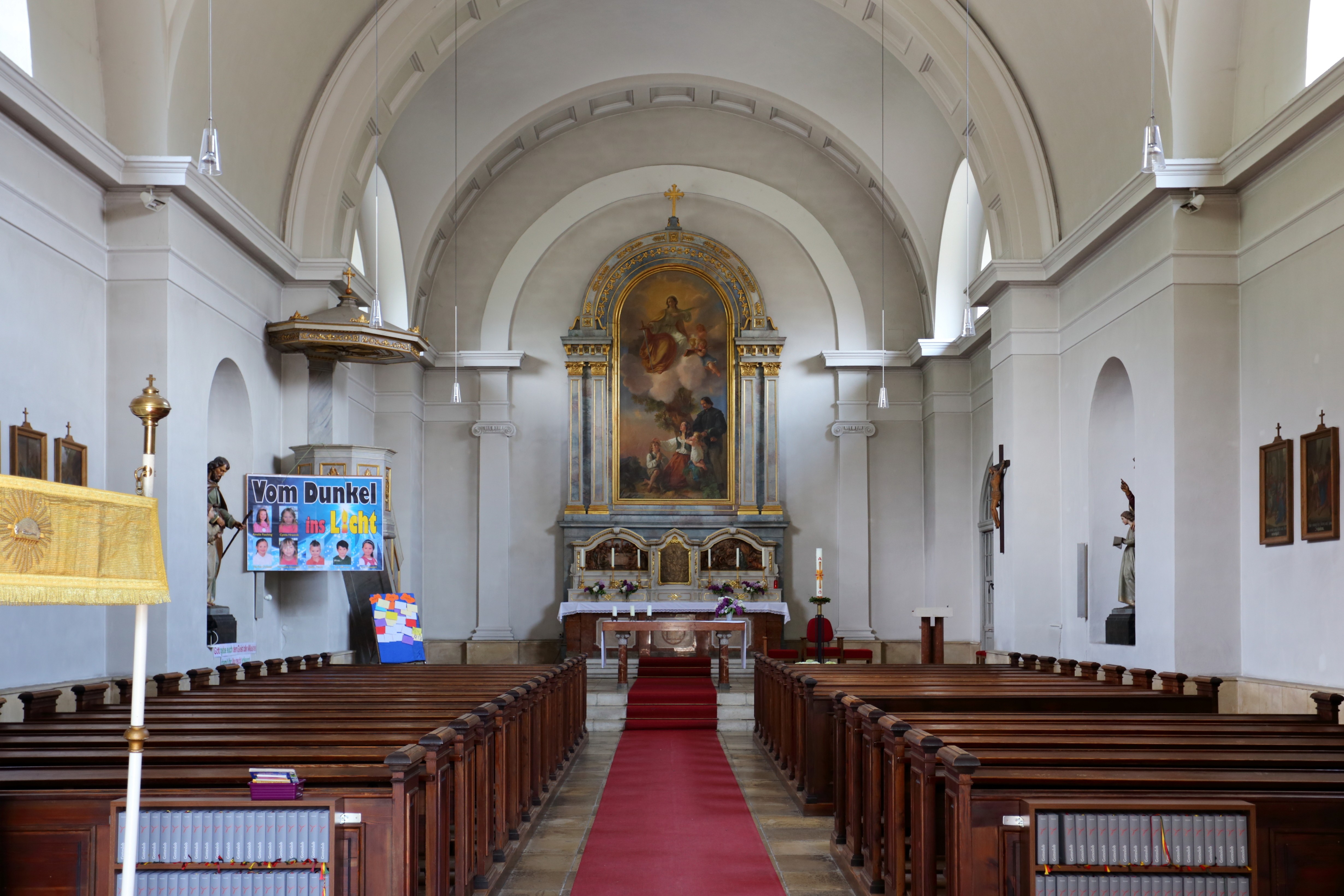
Innenraum der Kirche

Es handelt sich um eine „blockhafte spätklassizistische Saalkirche mit Fassadendachreiter, im kubischen Stil in der Nachfolge des zentralisierenden Typus des frühen 18. Jahrhunderts“ (Dehio).
Das Kirchenäußere zeigt einen streng stereometrischen Kirchenbau, am leicht eingezogenen querrechteckigen Chor sind beidseits eingeschoßige Anbauten, allseitig gibt es zweizonig mit seichter Fassadennutung, Lünettenfenstern, ein umlaufendes Triglyphenfries unter einem Kranzgesims. Die Westfront hat ein Rechteckportal und darüber ein größeres Halbkreisfenster unter einem Portalgesims und darüber einen zweizonigen Fassadenturm mit einem Bergwerksemblem, der Turm hat einen eingezogenen achtseitigen Uhrenaufsatz mit einer gebauchten Haube.
Das Kircheninnere zeigt ein helles sparsam gegliedertes Langhaus mit einem kräftigen Gesims. Dem zentralen Joch mit einer Hängekuppel ist mit einer Quertonne im Eingang erweitert. Die Orgelempore steht auf toskanischen Holzsäulen und Pilastern. Der Chor ist platzlgewölbt.

## Ausstattung
Die Einrichtung aus der Bauzeit ist spätklassizistisch teils aus marmoriertem Holz, 1973/1974 wurde die ursprüngliche Polychromierung wieder hergestellt.
Der Hochaltar als flacher Wandaltar nach einem veränderten Entwurf von Peter Nobile hat ein rundbogiges Bildrahmenretabel mit Doppelpilastern und Empiredetails. Das Altarbild zeigt die hl. Barbara mit Frau und Kindern (Porträts der Familie Baron Kübeck als Fürbitter) und den als Bergknappe gekleideten Hofschauspieler Ludwig Löwe als Stifter, gemalt von Friedrich Schilcher.
Der Altartisch aus 1911 nach einem Entwurf von Hubert Gangl wurde von Hanzl mit dem Bildhauer Linsberger ausgeführt.
Eine Madonnafigur aus 1420/1430 ist in Verwahrung. Es gibt ein Leinwandbild Verspottung Christi um 1600 und rückseitig eine Kopie des Gnadenbildes Mariahilf aus 1644. Die Krippenfiguren entstanden um 1900.
Die Orgel baute Johann M. Kauffmann 1939 in einem neogotischen Gehäuse. Es gibt eine Barbaraglocke aus 1920. Drei Glocken mit Heilig-Geist, Mariazeller Madonna und Christuszeichen goss die Glockengießerei Pfundner 1956.